# Гордон (телепередача)
«Гордо́н» («Диалоги») — научно-популярная телепередача (рабочее название — проект «00:30», по времени выхода в эфир), выходившая на канале НТВ в ночное время с 10 сентября 2001 по 25 декабря 2003 года. Ведущий — Александр Гордон.

## О программе
В передаче велись беседы со многими (почти 500 приглашённых участников) известными российскими учёными по вопросам физики, химии, космологии, биологии, истории, общим проблемам науки, религии, философии. Основные особенности программы — полностью чёрная студия, отсутствие открывающей заставки, титров и представления собеседников. Визуальный почерк картинки включал в себя изобилие крупных планов всех участников беседы, продолжительную демонстрацию на экране их лиц, отдельных частей тела, перемещения по студии ведущего.
В программе разыгрывался самый крупный финансовый приз в истории российского ТВ — 1 миллион евро, предоставленный неизвестным спонсором.
Всего с 10 сентября 2001 по 25 декабря 2003 года было проведено 335 передач. Почти все передачи, вышедшие в эфир в период с марта по декабрь 2003 года, участвовали в конкурсе «На лучшее объяснение ключевых вопросов строения мира». Победителем объявлен Дмитрий Сергеевич Чернавский (передача 257, «Возникновение биологической информации»). Позднее Чернавский разделил полученные деньги между всеми участниками программы (192 человека). За вычетом дополнительных расходов (услуги юристов и т. п.) каждый получил ~ 5000 евро.
Оформление студии отличалось особым минималистичным дизайном и оригинальным цветовым решением.

 Формат, концепция, оформление студии — все это служит метафорой антителевидения, выходящего за привычные рамки массового ТВ. 

В отличие от других проектов ночного эфира, программа Александра Гордона — это не развлекательное действо, скорее — научный опыт, наблюдение за процессом мышления и работой интеллекта. Это и есть главные герои, конфликт и сюжет происходящего. Александр Гордон не ведёт программу, а направляет процесс мышления, и поэтому сознательно остаётся за кадром. 

«00:30» — не просто разговор на заданную тему: вектор беседы, заданный автором, в течение программы неоднократно меняет своё направление, превращая передачу в увлекательную интеллектуальную игру, цель зрителя в которой — не упустить ход мысли участников.
— с официального сайта программы
В 2002 году НТВ-Дизайн получило приз от компании PROMAX&BDA в номинации «Лучшее оформление студии» (программа Гордона). Кроме того, несмотря на позднее время выхода в эфир, программа пользовалась популярностью у зрителей и имела неплохие телевизионные рейтинги. Программа была положительно встречена многими телезрителями.
В конце 2003 года программа прекратила своё существование, поскольку, по высказыванию Александра Гордона, он сам утратил к ней интерес. По мнению ключевых дирекций НТВ, данный формат практически себя исчерпал, поскольку программа выходила в эфир чуть больше двух лет. Считалось, что программа амортизировала себя в этом виде и подлежала либо закрытию, либо обновлению. В конечном итоге передачу решили закрыть.

## Критика
По словам обозревателя газеты «Собеседник» Ольги Сабуровой:

Насколько органично экс-соведущий Владимира Соловьёва по «Процессу» смотрелся в «Хмуром утре» на московском М1, настолько лишним он выглядел в своей ночной программе на НТВ. Впрочем, и сама передача была далека от хитов информационно-развлекательного канала. Хотя, конечно, «Программа Гордона» войдёт в историю телевидения как уникальный пример того, как можно каждую ночь два часа трепаться непонятно о чём и продержаться так в общем-то долго. Проект появился, когда после множественных потрясений НТВ забивало сетку абы чем. Зато сейчас на месте Гордона «Ночные музы» с блестящим интервьюером Нателлой Болтянской и неожиданной Ренатой Литвиновой.

С. П. Капица вспоминал:

— Какие-то ваши традиции по-своему развивал, кажется, Александр Гордон в «Ночном разговоре»…
— Он талантливый человек. Но он не понимал, о чём говорил. Поэтому приглашал всегда двоих, которых умел стравить. И тогда он мог над ними возвыситься, это такой приём. К тому же, личности у него были второстепенные.